# Front d'Alliberament Gai de Catalunya
El Front d'Alliberament Gai de Catalunya o FAGC és un grup d'activistes gais que es fundà a Barcelona l'any 1975, just després de la mort del dictador Francisco Franco Bahamonde. La història del FAGC és també la història del moviment gai a Catalunya. El FAGC fou també un dels motors en la creació de la Coordinadora de Frentes de Liberación Homosexual del Estado Español (COFLHEE), pionera també de les organitzacions estatals, amb col·lectius a Euskadi, Galícia, Catalunya, Múrcia, Andalusia, Castella.
En 1984 les joventuts del FAGC són admeses a la Coordinadora d'entitats Joves a Catalunya.

## Antecedents
Amb el seu Heraclés: sobre una manera de ser, escrit 1955, només publicat el 1975, el poeta valencià Juan Gil-Albert Simón va ser el primer autor de l'estat espanyol que va escriure un tractat defensiu de l'homosexualitat, al contrari de les habituals denunciacions morals o psiquiàtriques.
Durant els anys anteriors de la dictadura funcionà un grup (embrió de què fou posteriorment el FAGC) sota el nom de Movimiento Español de Liberación Homosexual (MELH), creat el 1972. El moviment d'alliberament gai a l'estat espanyol va néixer a la segona meitat del segle passat a Catalunya vers la fi de l'era franquista. El 1970 el govern franquista proposà de reemplaçar la republicana ley de vagos y maleantes del 1933, ja enregidida el 1954 quan la dictatura imposava de concentrar els homosexuals a camps de llabor forçada. La nova llei sobre perillositat i rehabilitació social molt més repressiva condemnava a més dels actes sexuals, les associacions, trobades i qualsevol expressió (verbal o vestimentari) que podia suposar una inclinació homosexual, inspirada, entre altres per l'església i les teories de prevenció del psiquiatre del règim Joan Josep López Ibor per tal de "protegir" la família i el matrimoni. Una esmena del 1971 a la llei, reemplaçava entre altres els camps de labor forçada a Badajoz i Huelva per l'eufemisme «Centres de rehabilitació social».

## El FAGC
Fi de la dictatura i transició democràtica (1970-1982)
Clandestinament, des del 1970, Armand de Fluvià va organitzar contactes informals a Barcelona, Madrid i París, que transformà el 1972 en el grup d'estudis MELH que va reunir-se regularment entre 1972 i 1975. Altres militants de la prima hora van ser Aloisios, Miquel Arias, Francesc Xavier Collado, Lubara Guilver i Germà Pedra. Poc després de la mort del dictator, va transformar el grup en FAGC. El primer objectiu era l'abolició de la Llei de Perillositat i les incursions de la policia als locals i llocs de trobada gai. S'estima que entre 1976 i 1977 encara unes 600 persones van estar empresonades de les quals cap va gaudir de les mesures d'amnistia de la transició. El 26 de juny de 1977 el FAGC va organitzar la seva primera llarga manifestació d'Orgull Gai a les Rambles de Barcelona, a la qual hi van assistir a prop de 5.000 persones LGBTI, polítics, simpatitzants i sindicalistes. Un any més tard, el 1978 ja comptava amb 2.000 membres tot i que va durar fins a l'any 1980 abans que l'organització va obtenir el seu estatut legal. En el marc de la transició democràtica, el moviment va obtenir un llarg suport d'organismes sindicals i partits polítics que ells mateixos amb prou feines havien obtingut el seu estatut legal.
El primer text reivindicatiu i el "document fundador" del moviment gai espanyol va ser el Manifiesto del 1977 del FAGC. El text s'inspirava força de les teories de Louis Althusser, sobre les relacions causals entre la família tradicional, el capitalisme, la repressió sexual i la identitat de gènere. Sota la pressió dels activistes, uns articles sobre la respressió de l'homosexualitat van ser abolits el 1978, tot i que només el 1995 la llei franquista va ser completament abrogada. Durant la transició democràtica espanyola, el FAGC va ser la força capdavantera de tota la península Ibèrica.
Reformisme o revolució (1982 i enllà)
L'arribada del primer govern socialista el 1982 importà una primera crisi al FAGC. A poc a poc, molts delictes de la legislació franquista van ser abrogats i, per tant, un ram del moviment considerava que tot era fet. Aspiraven a unes darreres reformes per a tenir drets iguals (llei antidiscriminació, matriomi) i viure la seva vida dins la societat tal com era. Un altre ram volia una nova societat amb més llibertats. Un segon factor va ser l'aparició de la sida, que des del primer cas descrit als Estats Units 1981 va tocar Europa uns anys més tard. Un nou repte per al moviment gai que havia de defendre's contra la reacció de les seccions conservadores de la societat que veien la malaltia com una conseqüència de l'alliberament gai i un pretext per a temptejar un retorn a les lleis repressives.
Un grup de joves antiautoritàries formà el JAG i va oposar-se a la línia reformista de Jordi Petit que a l'inici va intentar de reunir les dues tendències. Quan els JAG van obtenir la majoria, el 1986 va proposar a l'assemblea de liquidar el FAGC però el ram revolucionari va obtenir la majoria i Petit va demissionar. Una de les primeres campanyes va ser Estima com vulguis que volia realçar la llibertat de tothom, enllà del context estrictament gai. Una segona iniciativa va ser una oficina antidiscriminatòria que conduïa l'organització en una situació paradoxal. Tot i que ideologicament, eren contra el matrimoni i la societat burgesa tradicional van defendre el cas d'una parella de nois que volia casar-se: el principi de la no-discriminació prevalia. Després de l'assassinat de Sònia Rescalvo el 1991 va seguir una acció major al qual el FAGC va implicar la premsa i la policia per tal de mobilitzar contra l'homofòbia omnipresent. Del punt de vista del FAGC era la prova que no n'hi havia prou amb obtenir els drets i la igualtat davant la llei però que calia encara molta acció per canviar la societat perquè acceptés la diversitat sense agressivitat oberta o amagada.
Dins de l'exèrcit, dins de les companyies, als pobles rurals quedava encara molta discriminació. Un acció emblemàtica va ser la mobilització amb totes les associacions de l'estat contre el reglament de RENFE del 1992 que considera els gais com «grupos de riesgo… que con su actitud perturban la tranquilidad entre los viajeros»(castellà). Uns pocs mesos després, sota la pressió de polítics i el moviment gai, la companyia també va oferir les seves tarifes especials a les parelles del mateix sexe.`
Davant el desenvolupament del model consumista que caracteritza llargues parts de la comunitat amb el «model únic gai…la imatge d'un xaval jove, guapo, amb un «cos Danone», que se socialitza de deu de la nit a sis del matí, que fa doble vida.» El FAGC es posa com a objectiu de crear espais i activitats alternatives obertes a tots sense discriminacions de qualsevol gènere, ni tampoc la discriminació intragai de persones qui no corresponen al model únic.

## Persones destacades
- Armand de Fluvià i Escorsa Fundador i president de 1977 a 1983.[cal citació]
- Jordi Petit: coordinador de 1980 a 1986.[cal citació]
- Jordi Pavia: coordinador Joventuts del FAGC de 1981 a 1985.[cal citació]
- Eugeni Rodríguez i Giménez: Portaveu del FAGC, del 1985 fins a l'actualitat.[cal citació]

## Premis i reconeixements
El 2025, l'entitat va rebre la Creu de Sant Jordi.